# 860-talet f.Kr.

## Händelser
- 865 f.Kr. – Kar Kalmaneser erövras av den assyriske kungen Shalmaneser III.
- 864 f.Kr. – Då kung Diognetus av Aten dör efter 28 års styre efterträds han av sin son Pherecles.
- 863 f.Kr. – Den första grunden till den engelska staden Bath läggs. Den blir känd för sin varma källor, som bland annat sägs kunna bota spetälska.
- 860 f.Kr. – Kungariket Urartu enas.

## Födda
- 864 f.Kr. – Mattan I, kung av Tyros.

## Avlidna
- 863 f.Kr. – Lì av Cai, markis av Cai.